# ウエストパークタワー池袋
ウエストパークタワー池袋（ウエストパークタワーいけぶくろ）は、東京都豊島区に所在する超高層マンション。

## 概要
かつては西口の娯楽施設・結婚式場として賑わいを見せた東方会館があった。跡地に藤和不動産が分譲マンションとして建設したが、建設途中にマッコーリーグループに売却され賃貸マンションとなった。その後ニューシティ・レジデンスに所有者が移るも日本で初のJ-REIT破産事例を招いた。現在はオリックス不動産投資法人が所有する。池袋では最初の超高層賃貸タワーマンションで、全戸が賃貸のマンションは当時としては珍しい例であった。

## 沿革
- 2003年（平成15年） - 東方会館が閉鎖。
- 2004年（平成16年）10月 - 着工。
- 2006年（平成18年）12月 - マイアトリア池袋トーキョー・プレイシャスとして竣工。マッコリーグループに売却。
- 2007年（平成19年）12月 - ニューシティ・レジデンス投資法人が277億で取得。「ニューシティレジデンス池袋プレシャスタワー」に名称変更。
- 2008年（平成20年）10月9日 - 当該タワー取得やリーマンショックを要因としてニューシティ・レジデンス投資法人が経営破綻（J-REITとしては初の破産事例）。IKBR合同会社が取得し、ウェストパークタワー池袋に名称変更。
- 2014年（平成26年）4月 - オリックス不動産投資法人が205億円で取得。